# Kristian Bahnson
Kristian Bahnson, född 12 maj 1855, död 10 januari 1897, var en dansk arkeolog och etnograf.
Bahnson var förste inspektör vid Nationalmuseet 1892. Bahnson var ursprungligen arkeolog och publicerad 1882 Bronzealderens Mands- og Kvindegrave, men drogs efterhand över till den jämförande etnografin. Hans forskningar inom det området är samlade i det postumt utgivna verket Etnografien (1900).